# Coppa delle Coppe 1980-1981
La Coppa delle Coppe 1980-1981 è stata la 21ª edizione della competizione calcistica europea Coppa delle Coppe UEFA. Venne vinta dalla Dinamo Tbilisi in finale contro il Carl Zeiss Jena.
Si iscrissero tutti i club eleggibili, senza eccezioni.

## Turno preliminare
| Squadra 1 | Totale | Squadra 2     | Andata | Ritorno |
| --------- | ------ | ------------- | ------ | ------- |
| Celtic    | 7 - 2  | Diósgyőri VTK | 6 - 0  | 1 - 2   |
| Altay     | 0 - 4  | Benfica       | 0 - 0  | 0 - 4   |

## Sedicesimi di finale
| Squadra 1          | Totale | Squadra 2             | Andata | Ritorno     |
| ------------------ | ------ | --------------------- | ------ | ----------- |
| Real Madrid B      | 4 - 6  | West Ham              | 3 - 1  | 1 - 5 (dts) |
| Celtic             | 2 - 2  | Politecnica Timișoara | 2 - 1  | 0 - 1       |
| Hibernians         | 1 - 4  | Waterford FC          | 1 - 0  | 0 - 4       |
| Kastoria           | 0 - 2  | Dinamo Tbilisi        | 0 - 0  | 0 - 2       |
| Spora Lussemburgo  | 0 - 12 | TJ Sparta Praga       | 0 - 6  | 0 - 6       |
| Slavia Sofia       | 3 - 2  | Legia Varsavia        | 3 - 1  | 0 - 1       |
| Hvidovre           | 3 - 0  | Fram                  | 1 - 0  | 2 - 0       |
| Ilves              | 3 - 7  | Feyenoord             | 1 - 3  | 2 - 4       |
| Roma               | 3 - 4  | Carl Zeiss Jena       | 3 - 0  | 0 - 4       |
| Valencia           | 5 - 3  | Monaco                | 2 - 0  | 3 - 3       |
| Sion               | 1 - 3  | Haugar                | 1 - 1  | 0 - 2       |
| Newport County     | 4 - 0  | Crusaders             | 4 - 0  | 0 - 0       |
| Omonia             | 1 - 7  | Waterschei Thor       | 1 - 3  | 0 - 4       |
| Fortuna Düsseldorf | 8 - 0  | Austria Salisburgo    | 5 - 0  | 3 - 0       |
| Malmö FF           | 1 - 0  | Partizan Tirana       | 1 - 0  | 0 - 0       |
| Dinamo Zagabria    | 0 - 2  | Benfica               | 0 - 0  | 0 - 2       |

## Ottavi di finale
| Squadra 1              | Totale | Squadra 2             | Andata | Ritorno |
| ---------------------- | ------ | --------------------- | ------ | ------- |
| West Ham               | 4 - 1  | Politecnica Timișoara | 4 - 0  | 0 - 1   |
| Waterford FC           | 0 - 5  | Dinamo Tbilisi        | 0 - 1  | 0 - 4   |
| TJ Sparta Praga        | 2 - 3  | Slavia Sofia          | 2 - 0  | 0 - 3   |
| Hvidovre               | 1 - 3  | Feyenoord             | 1 - 2  | 0 - 1   |
| Carl Zeiss Jena        | 3 - 2  | Valencia              | 3 - 1  | 0 - 1   |
| Haugar                 | 0 - 6  | Newport County        | 0 - 0  | 0 - 6   |
| K.S.V. Waterschei Thor | 0 - 1  | Fortuna Düsseldorf    | 0 - 0  | 0 - 1   |
| Malmö FF               | 1 - 2  | Benfica               | 1 - 0  | 0 - 2   |

## Quarti di finale
| Squadra 1          | Totale | Squadra 2      | Andata | Ritorno |
| ------------------ | ------ | -------------- | ------ | ------- |
| West Ham           | 2 - 4  | Dinamo Tbilisi | 1 - 4  | 1 - 0   |
| Slavia Sofia       | 3 - 6  | Feyenoord      | 3 - 2  | 0 - 4   |
| Carl Zeiss Jena    | 3 - 2  | Newport County | 2 - 2  | 1 - 0   |
| Fortuna Düsseldorf | 2 - 3  | Benfica        | 2 - 2  | 0 - 1   |

## Semifinali
| Squadra 1       | Totale | Squadra 2 | Andata | Ritorno |
| --------------- | ------ | --------- | ------ | ------- |
| Dinamo Tbilisi  | 3 - 2  | Feyenoord | 3 - 0  | 0 - 2   |
| Carl Zeiss Jena | 2 - 1  | Benfica   | 2 - 0  | 0 - 1   |

## Finale
| Arbitro: | Riccardo Lattanzi |

|                            |           |           |
| Gutsaevi 67’ Daraselia 86’ | Marcatori | 63’ Hoppe |

| Dinamo Tbilisi | Carl Zeiss Jena |

|                  |    |                     |  |     |
|                  |    |                     |  |     |
| P                | 1  | Otar Gabelia        |  |     |
| D                | 2  | Tamaz Kostava       |  |     |
| D                | 3  | Aleksandre Chivadze |  |     |
| D                | 4  | Nodar Khizanishvili |  |     |
| D                | 5  | Georgi Tavadze      |  |     |
| C                | 6  | Vit'ali Daraselia   |  |     |
| C                | 7  | Zaur Svanadze       |  | 67’ |
| C                | 8  | Tengiz Sulakvelidze |  |     |
| C                | 9  | Vladimer Gutsaevi   |  |     |
| A                | 10 | Davit Q'ipiani      |  |     |
| A                | 11 | Ramaz Šengelija     |  |     |
| Sostituzioni:    |    |                     |  |     |
| C                | 13 | Nugzar Kakilashvili |  | 67’ |
|                  |    |                     |  |     |
| Allenatore:      |    |                     |  |     |
| Nodar Akhalkatsi |    |                     |  |     |

|               |    |                        |  |     |
|               |    |                        |  |     |
| P             | 1  | Hans-Ulrich Grapenthin |  |     |
| D             | 2  | Gert Brauer            |  |     |
| C             | 3  | Gerhard Hoppe          |  | 89’ |
| D             | 4  | Wolfgang Schilling     |  |     |
| D             | 5  | Lothar Kurbjuweit      |  |     |
| D             | 6  | Rüdiger Schnuphase     |  |     |
| C             | 7  | Andreas Krause         |  |     |
| C             | 8  | Lutz Lindemann         |  |     |
| A             | 9  | Andreas Bielau         |  | 74’ |
| A             | 10 | Jürgen Raab            |  |     |
| A             | 11 | Eberhard Vogel         |  |     |
| Sostituzioni: |    |                        |  |     |
| C             | 13 | Ulrich Oevermann       |  | 89’ |
| C             | 15 | Thomas Töpfer          |  | 74’ |
| Allenatore:   |    |                        |  |     |
| Hans Meyer    |    |                        |  |     |